# Neuchâtel Knights
I Neuchâtel Knights sono una squadra svizzera di football americano di Neuchâtel militante nel campionato svizzero fondata nel 2005; dal 2006 al 2010 hanno militato in NSFL, del cui campionato nel 2008 hanno raggiunto la finale (perdendola contro i Riviera Saints).

## Dettaglio stagioni

### Tackle football

#### Amichevoli
| Stagione | Vin | Par | Per | Tot | PF | PS | avversaria |
| -------- | --- | --- | --- | --- | -- | -- | ---------- |
| 2014     | 0   | 0   | 1   | 1   | 6  | 30 | Algeria    |
| Totale   | 0   | 0   | 1   | 1   | 6  | 30 |            |

Fonte: americanfootballitalia.com

#### Tornei nazionali

##### Campionato

###### Lega C
| Stagione | regular season | regular season | regular season | regular season | regular season | regular season | playoff | playoff | playoff | playoff | playoff | playoff          | playoff             |
|          | Vin            | Par            | Per            | Tot            | PF             | PS             | Vin     | Per     | Tot     | PF      | PS      | risultato        | avversaria          |
| -------- | -------------- | -------------- | -------------- | -------------- | -------------- | -------------- | ------- | ------- | ------- | ------- | ------- | ---------------- | ------------------- |
| 2011     | 4              | 0              | 2              | 6              | 90             | 94             | 0       | 1       | 1       | 6       | 52      | Finale           | Geneva Seahawks     |
| 2012     | 4              | 0              | 2              | 6              | 97             | 74             | -       | -       | -       | -       | -       | -                | -                   |
| 2013     | 2              | 0              | 6              | 8              | 166            | 149            | -       | -       | -       | -       | -       | -                | -                   |
| 2014     | 6              | 0              | 4              | 10             | 182            | 152            | -       | -       | -       | -       | -       | -                | -                   |
| 2015     | 4              | 0              | 6              | 10             | 159            | 195            | -       | -       | -       | -       | -       | -                | -                   |
| 2016     | 4              | 0              | 4              | 8              | 191            | 123            | -       | -       | -       | -       | -       | -                | -                   |
| 2017     | 5              | 0              | 3              | 8              | 252            | 88             | -       | -       | -       | -       | -       | -                | -                   |
| 2018     | 2              | 0              | 6              | 8              | 106            | 197            | -       | -       | -       | -       | -       | -                | -                   |
| 2019     | 2              | 0              | 3              | 5              | 94             | 60             | 0       | 1       | 1       | 0       | 50      | Quarti di finale | Lausanne LUCAF Owls |
| 2021     | 2              | 0              | 3              | 5              | 66             | 89             | -       | -       | -       | -       | -       | -                | -                   |
| 2022     | 4              | 0              | 6              | 10             | 166            | 159            | -       | -       | -       | -       | -       | -                | -                   |
| 2023     | 2              | 0              | 6              | 8              | 103            | 206            | -       | -       | -       | -       | -       | -                | -                   |
| 2024     | 2              | 0              | 6              | 8              | 107            | 167            | 0       | 1       | 1       | 33      | 52      | Semifinale       | Glarus Orks         |
| Totale   | 43             | 0              | 57             | 100            | 1779           | 1753           | 0       | 3       | 3       | 39      | 154     |                  |                     |

Fonte: Sito storico SAFV

##### Campionati giovanili

###### Under-19/Juniorenliga
| Stagione | regular season | regular season | regular season | regular season | regular season | regular season | playoff | playoff | playoff | playoff | playoff | playoff   | playoff    |
|          | Vin            | Par            | Per            | Tot            | PF             | PS             | Vin     | Per     | Tot     | PF      | PS      | risultato | avversaria |
| -------- | -------------- | -------------- | -------------- | -------------- | -------------- | -------------- | ------- | ------- | ------- | ------- | ------- | --------- | ---------- |
| 2012     | 5              | 0              | 4              | 9              | 120            | 219            | -       | -       | -       | -       | -       | -         | -          |
| Totale   | 5              | 0              | 4              | 9              | 120            | 219            | -       | -       | -       | -       | -       |           |            |

Fonte: Sito storico SAFV

###### Under-19 B
| Stagione | regular season | regular season | regular season | regular season | regular season | regular season | playoff | playoff | playoff | playoff | playoff | playoff   | playoff    |
|          | Vin            | Par            | Per            | Tot            | PF             | PS             | Vin     | Per     | Tot     | PF      | PS      | risultato | avversaria |
| -------- | -------------- | -------------- | -------------- | -------------- | -------------- | -------------- | ------- | ------- | ------- | ------- | ------- | --------- | ---------- |
| 2013     | 1              | 0              | 7              | 8              | 64             | 259            | -       | -       | -       | -       | -       | -         | -          |
| 2014     | 2              | 0              | 6              | 8              | 86             | 277            | -       | -       | -       | -       | -       | -         | -          |
| Totale   | 3              | 0              | 13             | 16             | 150            | 536            | -       | -       | -       | -       | -       |           |            |

Fonte: Sito storico SAFV

#### Tornei locali

##### NSFL

###### NSFL Tackle Élite
| Stagione | regular season | regular season | regular season | regular season | regular season | regular season | playoff | playoff | playoff | playoff | playoff | playoff       | playoff            |
|          | Vin            | Par            | Per            | Tot            | PF             | PS             | Vin     | Per     | Tot     | PF      | PS      | risultato     | avversaria         |
| -------- | -------------- | -------------- | -------------- | -------------- | -------------- | -------------- | ------- | ------- | ------- | ------- | ------- | ------------- | ------------------ |
| 2006     | 4              | 0              | 1              | 5              | 130            | 35             | 0       | 2       | 2       | 0       | 38      | Quarto posto  | Lausanne Sharks    |
| 2007     | 5              | 0              | 2              | 7              | 154            | 64             | 0       | 2       | 2       | 0       | 41      | Quarto posto  | La Côte Centurions |
| 2008     | 5              | 0              | 1              | 6              | 100            | 47             | 1       | 1       | 2       | 14      | 20      | NSFL Bowl     | Riviera Saints     |
| 2009     | 1              | 0              | 7              | 8              | 26             | 202            | 1       | 0       | 1       | 16      | 6       | Settimo posto | La Côte Centurions |
| 2010     | 2              | 0              | 4              | 6              | 62             | 158            | -       | -       | -       | -       | -       | -             | -                  |
| Totale   | 17             | 0              | 15             | 32             | 472            | 506            | 2       | 5       | 7       | 30      | 105     |               |                    |

Fonte: Sito storico SAFV

### Riepilogo fasi finali disputate
| Anno             | Luogo                 | Evento            | Fase del torneo      | Incontro                                | Risultato     |
| 4 novembre 2006  | Losanna               | NSFL Tackle Élite | Finale 3º - 4º posto | Neuchâtel Knights - Lausanne Sharks     | 0 - 32        |
| 28 ottobre 2007  | Chavannes-près-Renens | NSFL Tackle Élite | Finale 3º - 4º posto | Neuchâtel Knights - La Côte Centurions  | 0 - 21        |
| 9 novembre 2008  | Chavannes-près-Renens | NSFL Tackle Élite | NSFL Bowl            | Neuchâtel Knights - Riviera Saints      | 6 - 14        |
| 1º novembre 2009 | Yverdon-les-Bains     | NSFL Tackle Élite | Finale 7º - 8º posto | La Côte Centurions - Neuchâtel Knights  | 6 - 16        |
| 3 luglio 2011    |                       | Lega C            | Finale               | Geneva Seahawks - Neuchâtel Knights     | 52 - 6        |
| 22 giugno 2019   |                       | Lega C            | Quarti di finale     | Lausanne LUCAF Owls - Neuchâtel Knights | 50 - 0 d.g.s. |
| 29 giugno 2024   | Glarona               | Lega C            | Semifinale           | Glarus Orks - Neuchâtel Knights         | 52 - 33       |